# Inter-Agency Space Debris Coordination Committee
Das Inter-Agency Space Debris Coordination Committee (IADC) ist ein internationales Forum von Weltraumorganisationen zur Koordination gemeinsamer staatlicher Aktivitäten zum Thema Weltraummüll. Das IADC ist keine juristische Person und hat auch keine juristische Vertretung, sondern lebt nur durch die praktische Zusammenarbeit der Mitglieder.
Das IADC wird auch respektlos-kritisch als Club der Weltraumverschmutzer bezeichnet, da der allergrößte Teil des Weltraummülls von den weltraumfahrenden Nationen selbst verursacht wurde.

## Aufbau
Die praktische Zusammenarbeit ist organisiert in einer Lenkungsgruppe (steering committee) und vier Arbeitsgruppen (Working Groups),
- WG 1 für Messungen,
- WG 2 Umwelt und Datenbank,
- WG 3 Schutz (vor Weltraummüll) und
- WG 4 Minderung (Ziel: Verminderung des Weltraummülls).

Alle Mitglieder müssen in der Lenkungsgruppe und in WG 4 vertreten sein. In den übrigen Arbeitsgruppen ist die Mitarbeit von zwei oder drei Experten je Mitgliedsorganisation möglich und erwünscht, aber keine Pflicht.

## Mitgliedschaften
2014 waren folgende Weltraumagenturen Mitglied des Zwischenagenturlichen Koordinationskomitees für Weltraummüll:
- Agenzia Spaziale Italiana (Beitritt 1998)
- Centre national d’études spatiales (Beitritt 1996)
- China National Space Administration (Beitritt 1995)
- Canadian Space Agency (Beitritt 2010)
- Deutsches Zentrum für Luft- und Raumfahrt (Beitritt 1997 als DARA)
- Europäische Weltraumorganisation (Gründungsmitglied 1993)
- Indian Space Research Organisation (Beitritt 1996)
- Japan Aerospace Exploration Agency (Gründungsmitglied 1993 als NASDA, NAL und ISAS)
- Korea Aerospace Research Institute (Beitritt 2014)
- National Aeronautics and Space Administration (Gründungsmitglied 1993)
- Roskosmos (Gründungsmitglied 1993 als RKA)
- State Space Agency of Ukraine (Beitritt 2000)
- UK Space Agency (Beitritt 1996 als BNSC)

## Geschichte des Komitees
Das Komitee wurde 1993 von der ESA, Japan, der NASA und der russischen Raumfahrtbehörde RKA gegründet.
2002 erzielten die IADC-Mitglieder eine Einigung über gemeinsame Richtlinien zur Verminderung von Weltraummüll. 2003 richtete das Subkomitee SC 14 Space systems and operations (Raumfahrtsysteme und -operationen) des Technischen Komitees TC 20 Aircraft and space vehicles (Luftfahrt- und Raumfahrtfahrzeuge) der Internationalen Organisation für Normung (ISO) die Arbeitsgruppe Orbital Debris Coordination Working Group (ODCWG) ein. Ziel der ISO/TC 20/SC 14 ODCWG war die Entwicklung von Standards für Raumfahrtoperationen mit dem Ziel der Vermeidung von Weltraummüll.